# 余承东
余承东（Richard Yu，1969年8月9日—）现任华为技术有限公司常务董事、终端BG董事长。

## 生平
1969年出生于安徽省六安专区（今六安市）霍邱县的一个贫穷家庭，少时因户口问题无缘重点高中，高考时考上了西北工业大学（自动控制系精密仪器专业）。1991年，余承东大学毕业后留在母校任教两年，1993年入清华大学（无线电系）读研究生，同年加入了华为，在华为担任过3G产品总监，无线产品行销副总裁，无线产品线总裁，欧洲片区总裁，战略市場体系总裁，高级副总裁兼任消费者业务CEO，常务董事、董事会成员。由于其觀點與任正非非常吻合，所以在2018年進入董事會的票選中即使有部分反對聲音，最後在任力保下依然過關。
2024年4月30日，余承东出任华为终端BG董事长，原CEO职位由首席运营官何刚接任。2025年4月，不再兼任华为车BU董事长。

## 轶事
余承东因为在华为担任消费者终端CEO期间经常说大话，被中国网民戏称为“余大嘴”。余承东回应被叫“余大嘴”时称自己说大话是不给自己留后路，同时余曾自嘲说“余大嘴”变成“余小嘴”。
2020年10月，余承东在华为Mate 40系列发布会上总共说了14次“遥遥领先”，之后的新品发布会上余承东多次说出“遥遥领先”，成为其口头禅，也成为网民讨论热点。华为也于2023年9月申请注册商标“遥遥领先”，之后于2024年1月撤回申请。2024年3月28日，雷军在小米SU7发布会上也喊出了“遥遥领先”，并表示“余承东将这个词汇植入了每一个人的脑海里”。不久后，有传言说华为创始人任正非下令禁止提及“遥遥领先”，引发关注，但被余承东本人辟谣。4月11日，在鸿蒙生态春季沟通会上，余承东全程未提“遥遥领先”，以“越级性能”“天花板”的说法代替。
2025年3月，余承东回应华为Pura X折叠屏手机定价过高等问题，此前余承东预告称这将是一款大家想不到、人人买得起的产品。